# Moskaljow SAM-13
Bei der Moskaljow SAM-13 (russisch Москалёв САМ-13) handelt es sich um einen ultraleichten Versuchsjäger des sowjetischen Konstrukteurs Alexander Moskaljow.

## Entwicklung
Ende der 1930er-Jahre begann man im OKB Moskaljow mit der Entwicklung eines ultraleichten Versuchs-Abfangjägers unter der Bezeichnung SAM-13, einem zweimotorigen Tiefdecker in Ganzholzbauweise mit doppeltem Leitwerksträger und einziehbarem Bugradfahrwerk. Die beiden Motoren waren in Tandembauweise mit je einem Zug- und Druckpropeller angeordnet, die Kabine mit dem geschlossenen Cockpit lag zwischen den Motoren. Die Bewaffnung war im Mittelflügel angeordnet. Durch die konsequente Verwendung von Holz und den sparsamen Einsatz von Metall war die Konstruktion deutlich leichter als vergleichbare Muster ihrer Zeit, verfügte aber insgesamt über eine zu geringe Motorleistung. Der Erstflug fand im Sommer 1940 mit N. Fikson statt, wobei wegen Problemen mit dem Einziehmechanismus der Flug mit fixiertem Fahrwerk stattfinden musste. Während der weiteren Erprobung mit Mark Gallai zeigten sich Flattererscheinungen, zu deren Beseitigung umfangreiche Verbesserungen notwendig waren. Dies und der beginnende Krieg verhinderten auch einen Serienbau.

## Technische Daten

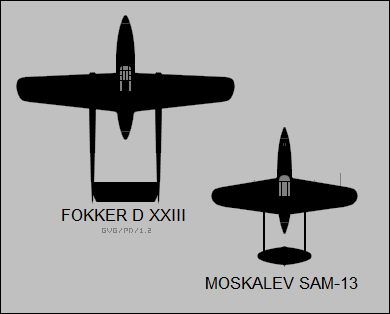
Größenvergleich von Fokker D.XXIII und SAM-13

| Kenngröße             | Daten                                                               |
| --------------------- | ------------------------------------------------------------------- |
| Besatzung             | 1                                                                   |
| Länge                 | 7,68 m                                                              |
| Spannweite            | 7,30 m                                                              |
| Flügelfläche          | 9,00 m²                                                             |
| Leermasse             | 754 kg                                                              |
| Startmasse            | 1.183 kg                                                            |
| Flächenbelastung      | 131,00 kp/m²                                                        |
| Leistungsbelastung    | 7,00 kg/PS                                                          |
| Antrieb               | zwei luftgekühlte Reihenmotoren Renault MW-6 mit je 220 PS (162 kW) |
| Höchstgeschwindigkeit | 680 km/h in 6.000 m 560 km/h in Bodennähe                           |
| Landegeschwindigkeit  | 125 km/h                                                            |
| Gipfelhöhe            | 10.000 m                                                            |
| Reichweite            | 850 km                                                              |
| Bewaffnung            | 4 MG 7,62 mm                                                        |